# دعاء علقمة
دعاء علقمة هو دعاء عند الشيعة الاثنا عشرية يُقرأ بعد زيارة عاشوراء، رواه الشيخ الطوسي، وفيه بيان لمكانة وفضل الأئمة، وفي هذا الدعاء يطلب الداعي من الله تعالى أن يقض حوائجه وأن يحفظه من شر الأعداء.

## سبب التسمية
هذا الدعاء رواه علقمة بن محمد الحضرمي ولذا فهو يُنسب إليه ويُسمى باسمه، وبعض المحققين سمّوه (دعاء صفوان المعروف بدعاء علقمة)، ورواه بعضهم بعد زيارة عاشوراء بدون أن يسميه أو ينسبه.

## مصدر الدعاء
رواه الشيخ الطوسي بسنده عن محمد بن خالد الطيالسي عَنْ سيف بن عميرة قَالَ:
«خَرَجْتُ مَعَ صفوان بن مهران الْجَمَّالِ وَجَمَاعَةٍ مِنْ أَصْحَابِنَا إِلَى الْغَرِيِّ بَعْدَ مَا وَرَدَ أَبُو عَبْدِ اللَّهِ فَزُرْنَا أَمِيرَ الْمُؤْمِنِينَ فَلَمَّا فَرَغْنَا مِنَ الزِّيَارَةِ صَرَفَ صَفْوَانُ وَجْهَهُ إِلَى نَاحِيَةِ أَبُو عَبْدِ اللَّهِ وَقَالَ نَزُورُ الْحُسَيْنَ بْنَ عَلِيٍّ مِنْ هَذَا الْمَكَانِ مِنْ عِنْدِ رَأْسِ أَمِيرَ الْمُؤْمِنِينَ وَقَالَ صَفْوَانُ وَرَدْتُ مَعَ سَيِّدِي أَبِي عَبْدِ اللَّهِ الصَّادِقِ جَعْفَرِ بْنِ مُحَمَّدٍ فَفَعَلَ مِثْلَ هَذَا وَدَعَا بِهَذَا الدُّعَاءِ بَعْدَ أَنْ صَلَّى وَوَدَّعَ.

## مضامين دعاء علقمة
- يبدأ الدعاء بعدّ وذكر صفات الله تعالى والتوسل إليه تمهيداً لذكر الحاجة : «‌يا اَللّهُ يا اَللّهُ يا اَللّهُ، يا مُجيبَ دَعْوَهِ الْمُضْطَرِّينَ، وَيا كاشِفَ كَرْبِ الْمَكْرُوبينَ، ويا غِياثَ الْمُسْتَغيثينَ، وَيا صَريخَ الْمُسْتَصْرِخينَ، وَيا مَنْ هُوَ اَقْرَبُ اِلَيَّ مِنْ حَبْلِ الْوَريدِ».
- يقسم الداعي على الله تعالى بأصحاب الكساء ويتوسل إليه بهم : «‌أَسْألُكَ بِحَقِّ مُحَمَّد وَعَلي وَبِحَقِّ فاطِمَهَ بِنْتِ نَبِيكَ وَبِحَقِّ الْحَسَنِ وَالْحُسَينِ فَإنّي بِهِمْ أتَوَجَّهُ اِلَيكَ في مَقامي هذا وَبِهِمْ أتَوَسَّلُ وَبِهِمْ اَتَشَفَّعُ اِلَيْكَ ».
- الدعاء يشتمل على معان رفيعة ونكات عالية، وهو جامع لقضاء الحوائج الدنيوية الأخروية.
- في الدعاء تأكيد على أمر التولي والولاء لأهل البيت والتبري والبراءة من أعدائهم.
- في الدعاء بيان لمقام وفضل أهل البيت.
- يطلب الداعي من الله تعالى في هذا الدعاء أن يصلّ على النبي وآله وأن يقضي حاجته، وأن يحفظه من شر الأعداء وبلائهم، وأن لا يُفرّق بينه وبين أهل البيت : «‌أسْاَلُكَ أنْ تُصَلِّيَ عَلى مُحَمَّد وَآلِ مُحَمَّد وَأنْ تَكْشِفَ عَنّي غَمّي وَهَمّي وَكَرْبي، وَتَكْفِيَنِى الْمُهِمَّ مِنْ أمُوري، وَتَقْضِيَ عَنّي دَيْني وَتُجيرَني مِنَ الْفَقْرِ وَتُجيرَني مِنَ الْفاقَةِ وَتُغْنِيَني عَنِ الْمَسْأَلَةِ إلَى الَْمخْلُوقينَ، وَتَكْفِيَني هَمَّ مَنْ أخافُ هَمَّهُ، وَعُسْرَ مَنْ أخافُ عُسْرَهُ، وَحُزُونَةَ مَنْ أخافُ حُزُونَتَهُ، وَشَرَّ مَنْ أخافُ شَرَّهُ، وَمَكْرَ مَنْ أخافُ مَكْرَهُ، وَبَغْيَ مَنْ أخافُ بَغْيَهُ، وَجَوْرَ مَنْ أخافُ جَوْرَهُ، وَسُلْطانَ مَنْ أخافُ سُلْطانَهُ، وَكَيْدَ مَنْ أخافُ كَيْدَهُ، وَمَقْدُرَةَ مَنْ أخافُ مَقْدُرَتَهُ عَلَيَّ، وَتَرُدَّ عَنّي كَيْدَ الْكَيَدَةِ وَمَكْرَ الْمَكَرَةِ...».